# Боевой приказ

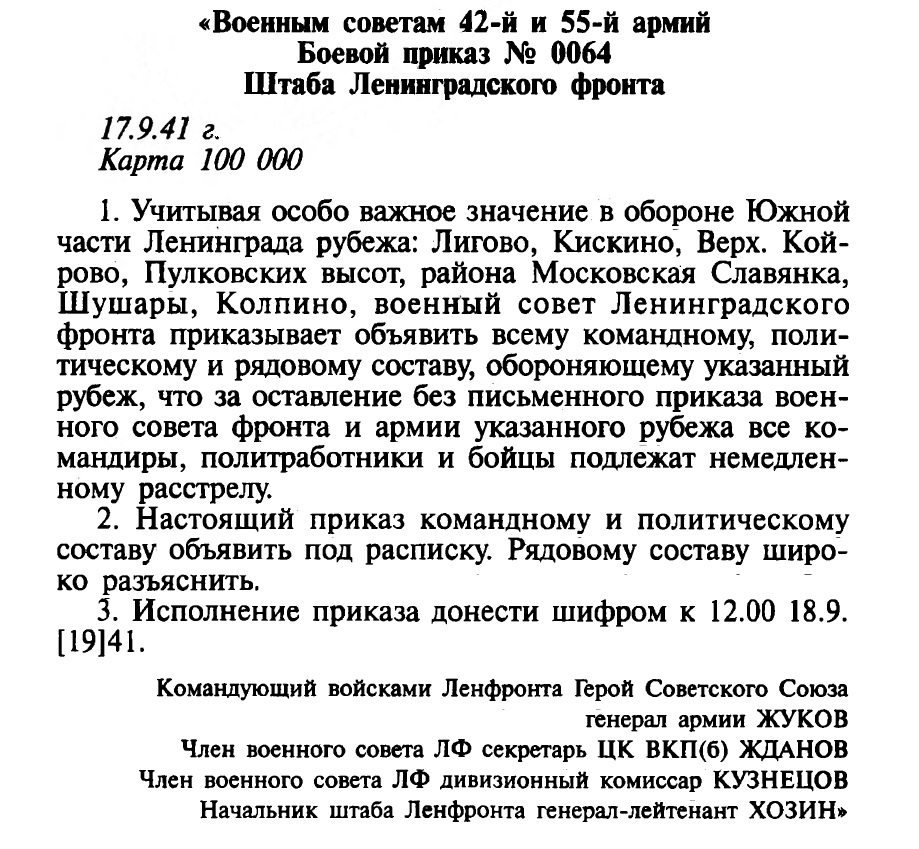
Боевой приказ, 1941 год.

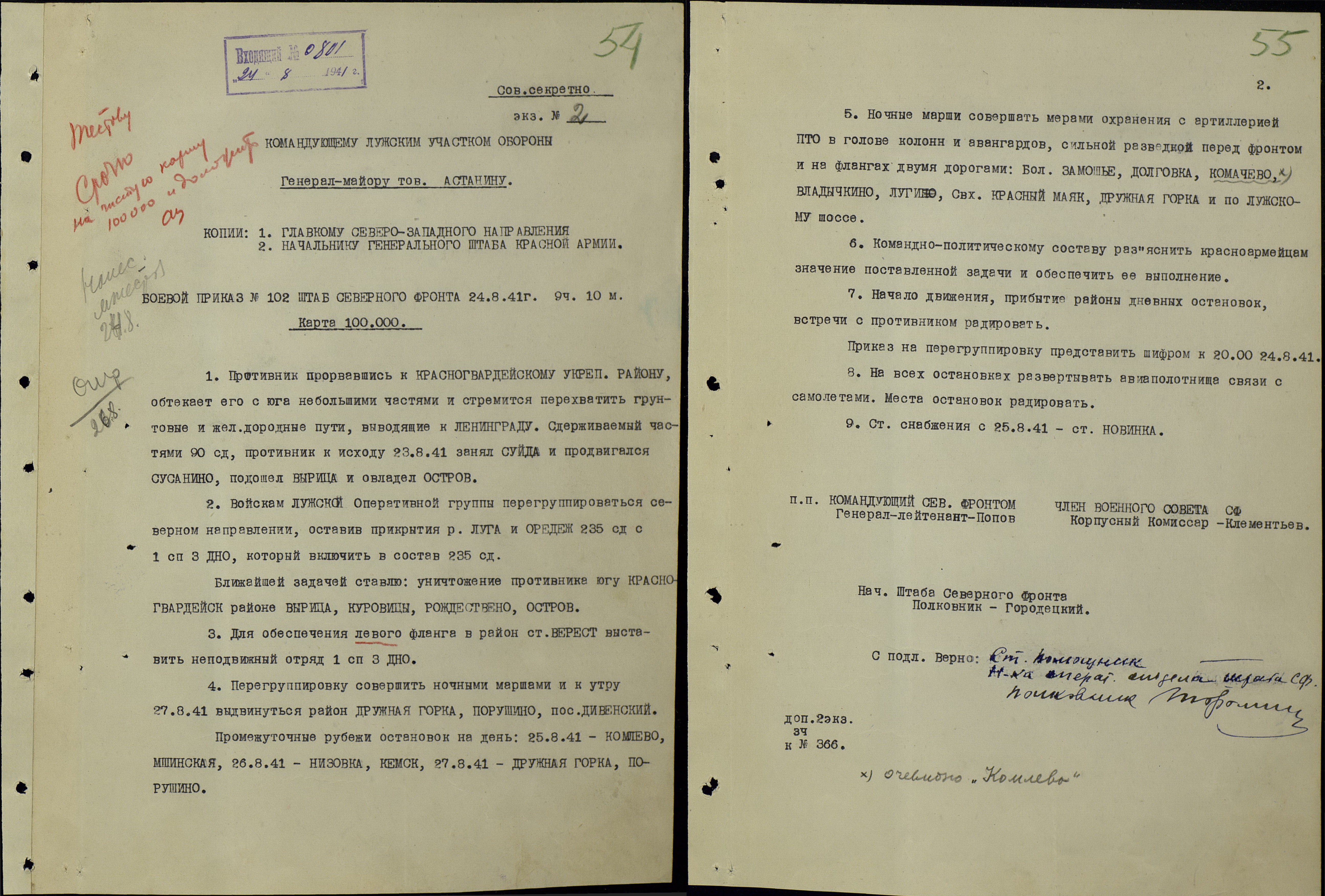
Боевой приказ штаба Северного фронта № 102, от 24 августа 1941 года.

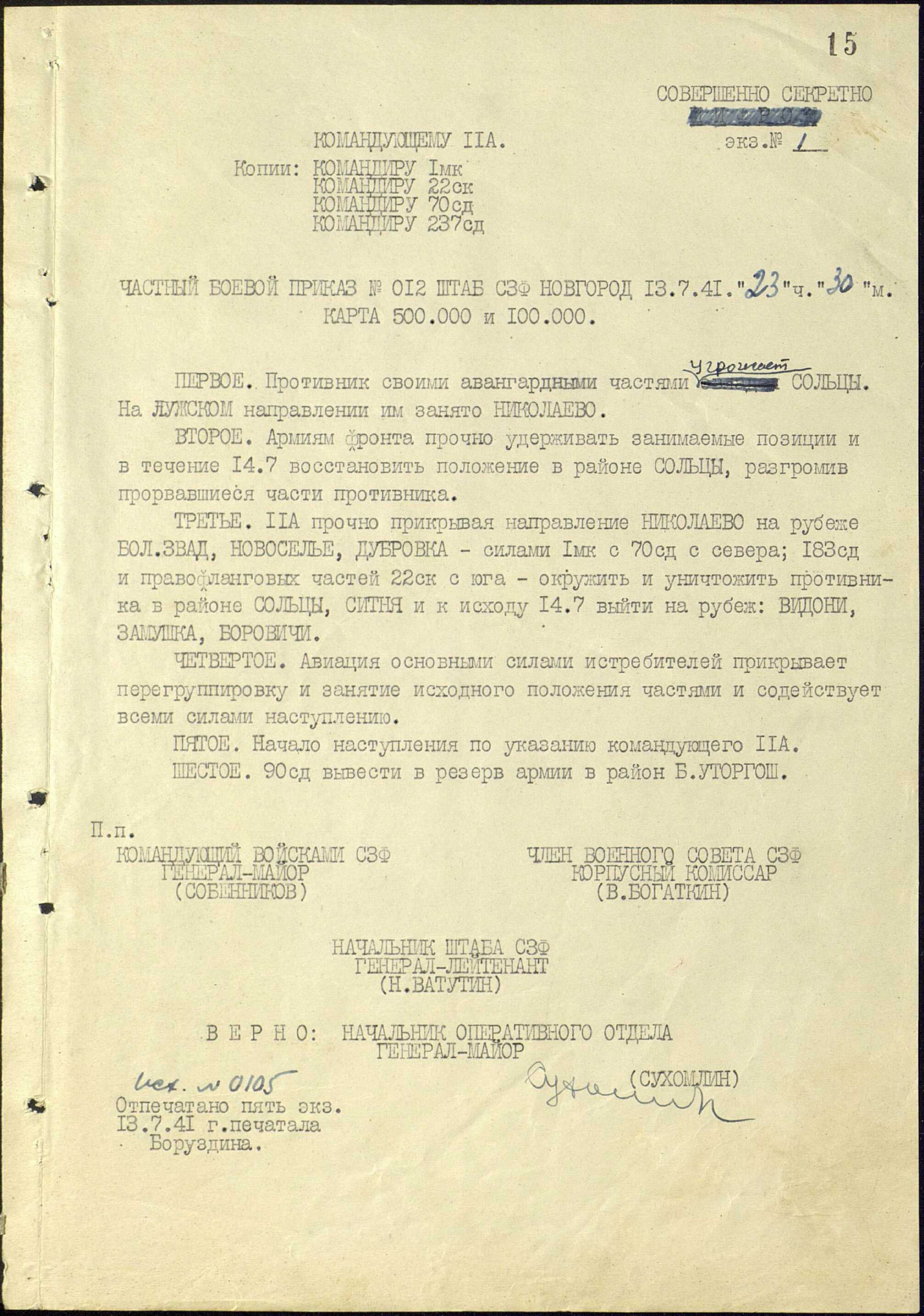
Частный боевой приказ штаба СЗФ № 012, от 13 июля 1941 года.

Боевой приказ — форма доведения боевой задачи до военнослужащего и формирований войск (сил флота) на бой (операцию), основной боевой документ по управлению войсками (силами флота).

## Пункты боевого приказа
Содержимое боевого приказа согласно правилам оформления служебной документации разделяются на пункты боевого приказа.
Пункты боевого приказа командиром отображаются в следующей последовательности:
- ознакомительные пункты по обстановке:

- краткие выводы из оценки группировки и характера возможных действий противника в районе (на участке, в полосе) действий своего подразделения (части, соединения, объединения);
- задачи и порядок применения средств поражения старшим начальником в полосе (на участке, в районе) предстоящих действий;
- задачи смежных подразделений и разграничительные линии с ними;
- задачи, поставленные вышестоящим командованием перед своим подразделением (частью, соединением, объединением);
- замысел действий командира (командующего).

- непосредственные указания к действию:

- боевые задачи подчинённым военнослужащим (подразделениям, частям, соединениям), поддерживающим силам и средствам, резервам;
- указание времени готовности к выполнению задачи;
- место и время развёртывания пунктов управления;
- указание заместителей (по очерёдности) на случай невозможности дальнейшего выполнения служебных обязанностей командиром (в случае получение ранения, наступления смерти и так далее).

## Порядок отдачи боевого приказа
Содержание боевого приказа в зависимости от рода войск (сил) вида вооружённых сил, специальных войск (специальных служб) и характера предстоящих боевых действии (наступление, оборона и так далее) имеет свои особенности.
Командир подразделения, как правило, отдаёт устный боевой приказ на местности перед строем подчинённых.
Боевой приказ в частях и соединениях могут отдаваться их командирами устно на местности или по топографической (морской) карте.
В объединениях боевой приказ доводится до подчиненных в письменном виде. Если боевой приказ в соединениях и объединениях был отдан устно, в последующем он должен доводится до исполнителей в письменном виде.
Боевой приказ как служебный документ в самый короткий срок доводится до подчинённых (в соединениях — в полном объёме, в объединениях — выпиской) с таким расчётом, чтобы обеспечить возможность подготовки соединения (части) к выполнению боевых задач.
В первую очередь боевой приказ либо выписка из него направляется в те формирования, которым требуется больше времени на подготовку к боевым действиям или которые первыми приступают к участию в боевых действиях.
Письменный боевой приказ в части оформляется начальником штаба или его заместителем; в соединении (объединении) — начальником оперативного отделения (отдела, управления) штаба. Боевой приказ подписывается командиром (командующим) и начальником штаба.
Отдача боевого приказа разделяется на пункты с содержанием в определённой последовательности. К примеру для общевойсковых подразделений уровня батальон — рота в Вооружённых силах Российской Федерации существует следующий порядок:

В боевом приказе батальона (роты) указываются:
в первом пункте — краткие выводы из оценки обстановки;
во втором пункте — боевой состав и задачи батальона (роты);
в третьем пункте — задачи, выполняемые в интересах батальона (роты) силами и средствами старшего начальника;
в четвертом пункте — задачи соседей и взаимодействующих подразделений;
в пятом пункте — после слова «решил» доводится замысел боя (выполнения полученной задачи);
в шестом пункте — после слова «приказываю» ставятся боевые задачи подразделениям первого и второго эшелонов (общевойскового резерва), артиллерийским подразделениям (подразделению), подразделениям и огневым средствам, остающимся в непосредственном подчинении командира батальона (роты), с уточнением их боевого состава, сил и средств усиления, порядка их переподчинения, выделенного количества ракет и боеприпасов;
в седьмом пункте — места и время развертывания пунктов управления и порядок передачи управления;
в восьмом пункте — время готовности к бою (выполнению поставленной задачи).— Статья 60. Постановка боевых задач.
Боевой устав по подготовке и ведению общевойскового боя ВС России. 2006

## Боевое распоряжение
В боевых условиях, при изменении тактической (оперативной) обстановки, часто возникает ситуация, когда полное соблюдение формальностей по донесению пунктов боевого приказа, а также сама процедура составления боевого приказа затрудняется нехваткой времени либо нехваткой информации по текущей оперативной (тактической) обстановке, затрудняющей точную постановку боевой задачи. В таких случаях командир отдаёт подчинённому формированию боевое распоряжение вместо боевого приказа.
Боевое распоряжение — это служебный документ либо устная команда, которая в упрощённой и краткой форме повторяет содержимое боевого приказа.
Основное предназначение боевого распоряжения — подготовка формирования к ведению боевых действий, в условиях, когда конечная боевая задача остаётся не уточнённой либо ещё не поставлена.
При ограниченных сроках подготовки к бою (операции), после выработки командиром (командующим) замысла, могут отдаваться предварительные боевые распоряжения, в которых указывается предположительная (ориентировочная) задача, к выполнению которой следует быть готовым. Командиры подразделений во всех случаях отдают распоряжения в устной форме